# Люстиг, Фердинанд Осипович
Фердина́нд О́сипович Лю́стиг (1854, Симферополь — 10 апреля 1923, Симферополь) — русский революционер, близкий к членам партии «Народная воля».
Брат Вильгельма Осиповича Люстига — русского юриста, присяжного поверенного.

## Биография
Родился в семье австрийского колониста Таврической губернии. Окончил Симферопольскую мужскую гимназию.
Поступил в Петербургский технологический институт, однако курса института не закончил. Пошёл на военную службу. Прапорщик Кронштадтской крепостной артиллерии. Служил с С. П. Дегаевым. Вышел в отставку в 1880 году.
Познакомился с народниками в 1879 году. Оказывал всемерное содействие революционерам, членам партии «Народная воля», сам будучи беспартийным. Его квартира по Большой Садовой улице № 69 (ныне улица Садовая 71) служила местом сходок революционных деятелей, которые собирались у него для свидания друг с другом и для переговоров о своих делах.
По просьбе А. И. Желябова, получал деньги по почте и переводами через Государственный и Международный банки (до 3000 рублей). В декабре 1880 года, также по просьбе Желябова, принял к себе на короткое время типографский станок в двух ящиках.
Арестован 5 апреля 1881 года. Содержался в Петропавловской крепости. Привлечён к суду над 20 народовольцами (Процесс двадцати), который состоялся в Особом Присутствии Правительствующего сената 9 — 15 февраля 1882 года.
Подал прошение о смягчении наказания.
Был приговорён к 4-м годам каторжных работ. Местом отбытия наказания была определена Карийская каторга. На поселение вышел в 1885 году в Иркутской губернии. После освобождения вернулся в Крым.
В 1893 году был женат на дочери немецкого колониста из Симферополя Марии Матвеевне Шлее.
Умер от острой сердечной недостаточности 10 апреля 1923 года в Симферополе. Похоронен на Католическом кладбище в Симферополе.

## Жена
Мария Матвеевна Шлее-Люстиг (в девичестве Шлее; 1857—1928) — дочь немецкого колониста в Крыму, выпускница медицинского факультета Бернского университета, с 1887 года земский врач одного из участков Симферополя, работала в Крымских учреждениях здравоохранения десятки лет, пользовалась большим уважением пациентов и коллег как во время Российской империи, так и в СССР.

## Адрес в Симферополе
Симферополь, ул. Петропавловская 13

## Примечание
1. ↑  Газета "Крымские известия"-Мария, земский врач. Дата обращения: 4 февраля 2013. Архивировано из оригинала 23 июля 2011 года.